# Kritischer Wert (Statistik)
Ein kritischer Wert ist in der Testtheorie und bei der Anwendung statistischer Tests eine Stelle, die den Ablehnbereich (kritischen Bereich) vom  Annahmebereich (Nicht-Ablehnungsbereich) eines statistischen Tests trennt. Bei vielen in der Anwendung verbreiteten statistischen Testverfahren ist der Ablehnbereich ein Intervall oder die Vereinigung von zwei Intervallen, so dass es einen oder zwei kritische Werte gibt.

## Beispiel: einseitiger t-Test

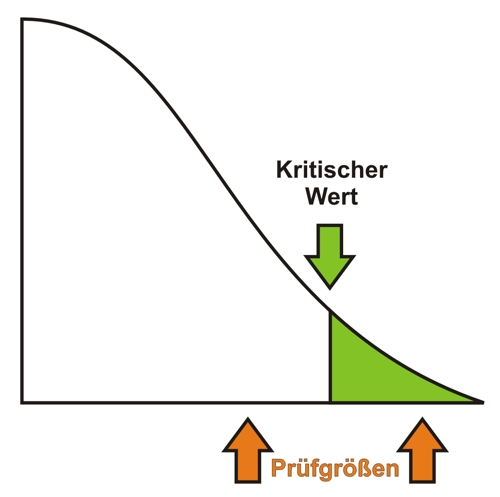
Da die Teststatistik eine Zufallsvariable ist, kann ihre Realisierung (die Prüfgröße) unter- oder oberhalb des kritischen Werts liegen. Liegt sie oberhalb des kritischen Werts, so wird die Nullhypothese verworfen.

Bei einem einseitigen Einstichproben-t-Test mit  der Nullhypothese {\displaystyle H_{0}\colon \mu \leq \mu _{0}} und der Gegenhypothese {\displaystyle H_{1}\colon \mu >\mu _{0}} ist der Ablehnbereich
{\displaystyle A:=\left(t_{1-\alpha ;n-1},\infty \right)}
und der Annahmebereich ist das Komplement
{\displaystyle (-\infty ,t_{1-\alpha ;n-1}]\;.}
Der Berührungspunkt {\displaystyle t_{1-\alpha ;n-1}} zwischen dem Ablehnbereich und dem Annahmebereich ist der kritische Wert. Hier ist der kritische Wert  das {\displaystyle (1-\alpha )}-Quantil der t-Verteilung mit {\displaystyle n-1} Freiheitsgraden.  
Liegt die Prüfgröße {\displaystyle t}, das ist eine Realisierung der Teststatistik {\displaystyle T}, im Ablehnbereich, ist {\displaystyle t} also größer als der kritische Wert, so wird die Nullhypothese dieses Tests zugunsten der Gegenhypothese abgelehnt, anderenfalls nicht abgelehnt. Die nebenstehende Abbildung verdeutlicht dies.  
Bei einer Testdurchführung, die auf dem p-Wert basiert, ist der p-Wert genau dann kleiner als das vorgegebene Signifikanzniveau {\displaystyle \alpha }, wenn die Prüfgröße {\displaystyle t} im Ablehnbereich liegt, das bedeutet hier, dass {\displaystyle t} größer als der kritische Wert ist.

## Beispiel: zweiseitiger t-Test

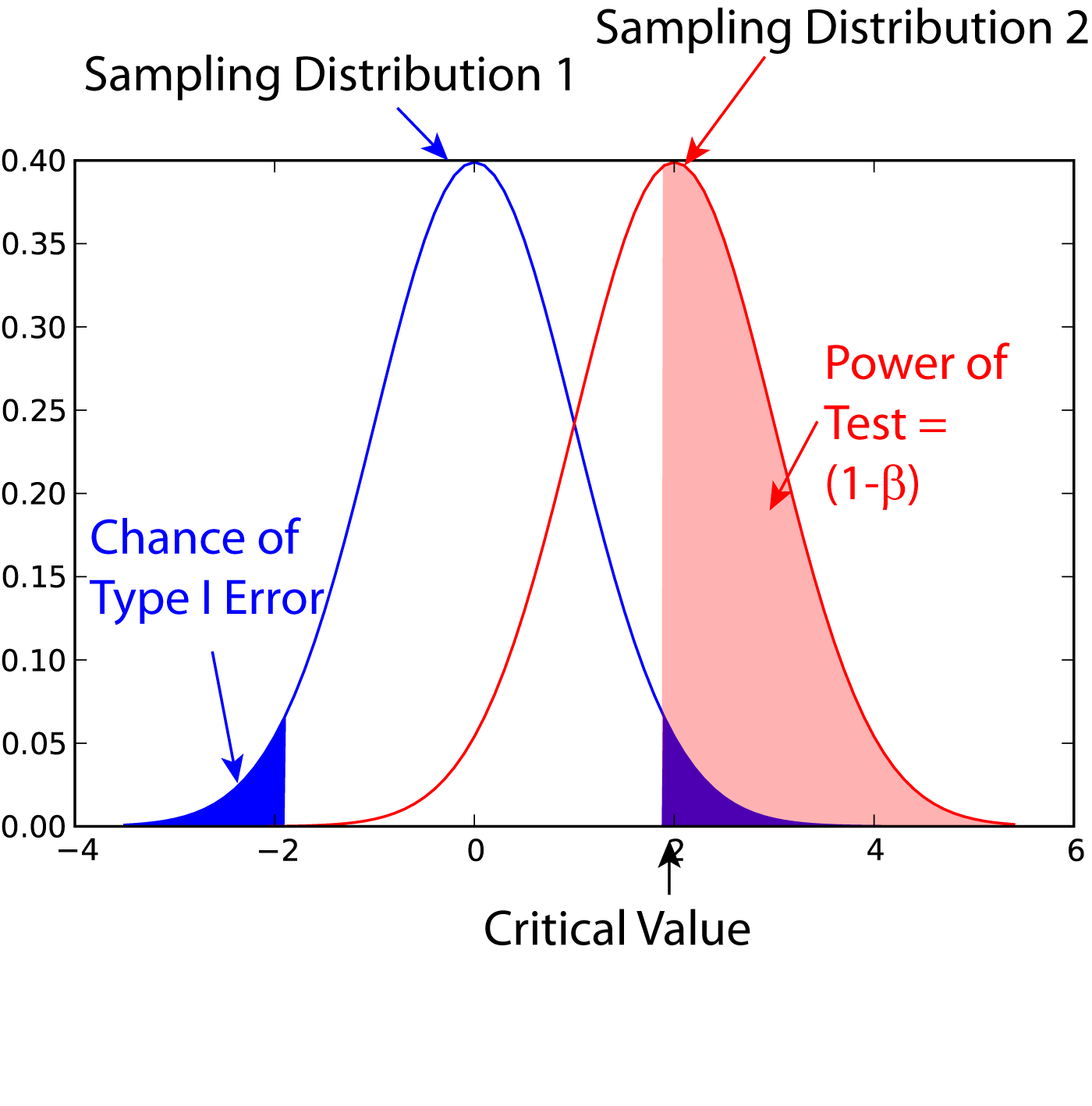
Darstellung der Trennschärfe und der Fehlerwahrscheinlichkeit erste Art eines statistischen Tests bei gegebener Nullhypothese (sampling distribution 1) und Alternativhypothese (sampling distribution 2).

Bei einem zweiseitigen Einstichproben-t-Test mit der Nullhypothese {\displaystyle H_{0}\colon \mu =\mu _{0}} und der Gegenhypothese {\displaystyle H_{1}\colon \mu \neq \mu _{0}} setzt sich der Ablehnbereich
{\displaystyle A:=\left(-\infty ,-t_{1-\alpha /2;n-1}\right)\cup \left(t_{1-\alpha /2;n-1},\infty \right)}
aus zwei Teilintervallen zusammen und der Annahmebereich ist das Komplement 
{\displaystyle [-t_{1-\alpha /2;n-1},t_{1-\alpha /2;n-1}]\;.}
Dabei bezeichnet {\displaystyle t_{1-\alpha /2;n-1}} das {\displaystyle (1-\alpha /2)}-Quantil der t-Verteilung mit {\displaystyle n-1} Freiheitsgraden. Es gibt in diesem Fall die zwei kritischen Werte {\displaystyle k_{1}=-t_{1-\alpha /2;n-1}} und {\displaystyle k_{2}=t_{1-\alpha /2;n-1}}, die den Ablehnbereich vom Annahmebereich trennen. Die Nullhypothese dieses Tests wird abgelehnt, wenn die Prüfgröße {\displaystyle t} im Ablehnbereich liegt, wenn also entweder {\displaystyle t<k_{1}} oder {\displaystyle t>k_{2}} gilt.
In der zweiten Abbildung ist, zusammengesetzt aus zwei blauen Teilflächen, die Fehlerwahrscheinlichkeit 1. Art (engl.: chance of Type I error), d. h. die Ablehnwahrscheinlichkeit bei Richtigkeit der Nullhypothese, für den Fall einer zweiseitigen Alternativhypothese dargestellt. Die rot schraffierte Fläche unter der roten Dichtefunktion über dem Ablehnbereich verdeutlicht eine Fehlerwahrscheinlichkeit 2. Art und damit einen Wert der Trennschärfe (Power) des Tests. Ein zweiter, in diesem Fall sehr kleiner, Teil der Fehlerwahrscheinlichkeit 2. Art wird durch die Fläche unter der roten Dichtefunktion über dem linken Teil des Ablehnbereichs beigetragen, ist aber in dieser Graphik nicht sichtbar. 
Häufig, wie auch in den beiden angegebenen Beispielen von Ablehnbereichen, kann im Fall einer einfachen Nullhypothese der Ablehnbereich so gewählt werden, dass das vorgegebene Signifikanzvniveau {\displaystyle \alpha } und die Fehlerwahrscheinlichkeit 1. Art übereinstimmen, und kann im Fall einer zusammengesetzten Nullhypothese der Ablehnbereich so gewählt werden, dass das vorgegebene Signifikanzvniveau die Fehlerwahrscheinlichkeiten 1. Art nach oben beschränkt und zugleich das Maximum oder Supremum dieser Fehlerwahrscheinlichkeiten 1. Art ist.